# Club Atlético Aldosivi
El Club Atlético Aldosivi és un club de futbol argentí de la ciutat de Mar del Plata.

## Història
El club va ser fundat el 29 de març de 1913 per un frup d'entusiastes obrers que treballaven en la construcció del port de Mar del Plata.
El nom va sorgir de la direcció telegràfica de port local; eren les dues primeres síl·labes dels enginyers i propietaris de l'empresa constructora: Allard, Doulfus, Sillard i Wiriott. El nom original era Al-Do-Si-Wi, però com la lletra "W" no s'utilitzava a les adreces telegràfiques, l'hi va canviar per la "V". L'empresa que va construir el port de Mar del Plata, i també el de Montevideo, era d'origen francès i per això les primeres equipacions de l'Aldosivi portaven els colors de la bandera de França: blau, blanc i vermell.
Els colors verd i groc van sorgir alguns anys després, a partir de la donació de samarretes per part d'una empresa local. El primer president de la institució va ser Pedro Serdé, un home molt lligat a la pràctica de el futbol i la primera seu va estar al cor del barri del port: l'Avinguda Figueroa Alcorta entre els carrers Magallanes i 12 d'octubre.
Entre 1979 i 1981 es fusionà amb dos clubs de la ciutat esdevenint Defensores del Puerto.
El nou mil·lenni troba a Aldosivi sent la institució que més ha transcendit en el futbol de la ciutat. El 9 de juliol de 2005 va tornar a la màxima categoria de l'ascens argentí guanyant-li la promoció a Racing de Còrdova per a romandre en el Nacional B per gairebé 10 anys.
A la fi de l'any 2014, sota la presidència de José A. Moscuzza, el club va aconseguir el tan anhelat ascens a la primera divisió de futbol argentí, superant un triangular amb Nueva Chicago i Gimnasia de Jujuy. Després, el 2017, va jugar novament un any a la B nacional i a mitjan 2018, va tornar a ascendir a la màxima categoria, guanyant per 3 gols a 1 la final a Almagro. El Tiburón va arribar per quedar-s'hi.

## Palmarès
Liga Marplatense de Fútbol:
- Primera divisió (6): 1973, 1974, 1975, 1989, 1993, 1994
- Segona divisió (3): 1923, 1959, 1983
- Tercera divisió (2): 1941, 1944

Ascensos a Primera B Nacional
- Reclasificatorio 1996 - Superant C. A. Alvarado
- Reválida 2004-05, 2º ascens - Superant Racing de Córdoba

Ascensos a Primera División / Superliga Argentina
- Ascens a Primera división 2015, guanyador del triangular Zona A - 5è ascens.
- Ascens a Primera divisió 2018, Campió del Torneig de Primera B Nacional.

### Campionats al llarg de la història
El club milita a la Lliga Marplatense de Futbol des de la seva fundació el 1913 fins a l'actualitat. El club obté 6 títols de campió marplatense (1973-1974-1975-1989-1993-1994), quedant-se amb la plaça per participar al Campionat Nacional de Primera Divisió argentí. Després d'aquestes incursions, el club va militar en diversos tornejos d'ascens, com el Torneig de l'Interior (entre 1987 i 1994), el Torneig Argentí A (períodes 1995-1996 i 2000-2005) i la Primera B Nacional (1996-2000 i 2005-2014). Aldosivi va participar des de l'any 2000 en el Torneig Argentí A de futbol on en les últimes quatre campanyes va arribar a semifinals, després de quatre temporades al Nacional "B". Després d'arribar quatre vegades a semifinals finalment aconsegueix l'ascens de nou a el Nacional "B". El 8 d'agost de 2004 va assumir a la presidència Carlos Melara, qui ja havia estat president el 1986. L'1 de maig de 2005 Aldosivi es coronava campió de el Torneig Clausura al Argentí "A" després d'empatar en un emotiu partit amb Unió de Sunchales com a visitant. D'aquesta manera, El Tauró aconseguia accedir a una final per l'ascens directe a la segona categoria de país. Però no tot va ser tan senzill. A la final va caure amb Ben Hur de Rafaela, però hi havia una oportunitat més, gens fàcil. En primer lloc, Aldosivi necessitava eliminar a Luján de Cuyo, la qual cosa va aconseguir. D'aquesta manera, hi havia la possibilitat oberta per ascendir a el Nacional "B". És clar que per a això calia derrotar el Racing de Còrdova en final d'anada i tornada. Això ho aconseguiria el 9 de juliol de 2005, obtenint l'ascens a la segona categoria de el futbol argentí. El 29 d'octubre de 2011, va vèncer per 2 a 1 a el Club Atlètic River Plate de visitant per la jornada 12 de la Primera B Nacional 2011/12, sent la primera derrota de River en la categoria i en el torneig després de la seva històric descens.

### Ascens a Primera Divisió
Aldosivi va haver d'esperar 38 anys per jugar a la primera divisió del futbol de Mar del Plata, objectiu que va aconseguir l'any 1959. A la primera roda el Tauró i el seu clàssic de barri de sempre, Talleres, lideraven la taula de posicions amb 18 punts seguits per Mitre amb 14. A la segona volta va arribar el partit definitiu amb 2 unitats d'avantatge per Aldosivi. A falta de tres jornades per a la culminació del torneig es van enfrontar a l'estadi municipal, l'Estadi General Sant Martín, ple de gom a gom. Més de $ 73.220 es van recaptar i la confrontació, que va ser denominada d'alt risc va ser arbitrada per l'àrbitre internacional Juan Brozzi.
El començament va ser tot de Tallers, i als 12 minuts del primer temps per mitjà de Kren es va posar en avantatge però l'altre equip del Port va igualar les accions amb una diana de Vinagre. Amb aquest resultat es van anar a la mitja part. En l'etapa final el bon treball del mig camp va donar els seus dividends ràpidament, Vinagre novament i Amorena en dues ocasions van posar la confrontació 4-1 a favor de Aldosivi, tot semblava resolt però l'ímpetu i l'arpa dels quadribarrats (amb l'equipació tradicional semblant a la del Sant Andreu) li van posar emoció. Als 31 i 41 minuts Vilarreal va col·locar a Tallers 4 a 3. Els instants finals es van viure amb nerviosisme de la banda verd i groga, que es va aferrar amb tot a la mínima diferència. La xiulada final, però, i amb molt de patiment, va donar per concretat el retorn d'Aldosivi a Primera Divisió.
El 15 de desembre de 2014 va concretar el seu ascens a primera divisió després de vèncer 1-0 a Gimnasia i Esgrima de Jujuy en un torneig triangular final. Una zona “A” del Torneig de Transició, que quedarà en la història com la competició per l'ascens més parella de la història, en la qual el primer, Colon, va finalitzar amb 31 punts, només 6 punts més que Boca Unidos de Corrientes i Douglas Haig de Pergamino, setè i vuitè respectivament.

### Descens a la Primera B Nacional i ascens a Primera
El 26 de juny de 2017, després d'un partit amb Olimpo de Bahia Blanca per disputar l'última plaça de descens, perd 3 a 0 i torna a la Primera B Nacional
El 4 de maig de 2018, li va guanyar 3 a 1 a l'Almagro en emotiva final pel desempat per l'ascens a la Superlliga Argentina disputat a l'estadi d'Arsenal. Si bé el Tauró ja havia pujat a la màxima en el torneig dels 10 ascensos en 2014, i fins i tot havia participat dels vells Tornejos Nacionals, aquesta fita té un agregat i esdevé un fet històric pel club, ja que ho va fer sent campió. Mai abans un equip de Mar del Plata s'havia consagrat a nivell nacional en un torneig de tots contra tots. Actualment l'Aldosivi porta 23 anys consecutius sent el club de la ciutat millor situat en categories d'AFA.

### El símbol de el club
El club va néixer al barri Puerto, un barri de treballadors molt identificats amb la pesca. No es estrany que el símbol sigui precisament un tauró.
Cada partit a casa es acompanyat per la seva mascota, que és un tauró de 20 metres de llarg, pintat amb els colors de club...

## La Cancha de Ministerio
El dissabte 30 d'abril de 1955, naixia el "Estadi Almirall Brown del Port de Club Ministeri d'Obres Públiques", en el que és avui l'anomenada "Mansana dels Circs", situada en l'Avinguda Martínez d'Hoz cantonada amb el carrer 12 d'octubre.- La cerimònia va comptar amb dos partits inaugurals: el triomf de Talleres davant Aldosivi per 3 a 2 i la golejada de Quilmes davant Unió per 7 a 0. Un nou capítol s'obria al futbol Mar del Plata.
L'estadi mostrava unes instal·lacions molt ben distribuïdes, amb tribunes laterals i capçaleres. Mostrava una cabina per al periodisme i delegats, ja que en aquesta època els partits eren "controlats" per cronometradors -un de cada equip- qui feien jugar noranta minuts reglamentaris. Mitjançant un xiulet, donaven per finalitzats els partits, indicació que eren acceptades pels àrbitres. En les seves rodalies, l'estadi de Ministeri posseïa un kartódromo, on van arribar a participar pilots de la talla d'Oscar "Cacho" Fangio i Tito Pena.-
Establert des de 1956 com a equip, el Club Ministeri va començar a desfer el camí en la segona divisió d'ascens de la Lliga Marplatense de Futbol (avui desapareguda) amb un nivell modest. No obstant això, la seva pista es va convertir en un factor fonamental quan el Club Atlètic Aldosivi va optar per llogar-la per fer de local. Va ser escenari dels grans clàssics de barri amb Banfield, Talleres i el propi Aldosivi com animadores.-
Però no tot tirava endavant. Potser el major problema que tenia la pista era el fort vent que assotava en el lloc, sobretot el provinent de el sector Sud, per la qual cosa cap a gairebé impossible un normal desenvolupament de el joc. Més enllà que es posessin una mena de contenidors, va ser inútil tota acció contra el ventada que s'originava en el lloc.
Durant l'estiu es realitzaven tornejos de barri com el "Ciutat de Mar del Plata", que tenien una particularitat: els clubs de barri comptaven amb jugadors d'equips de primera divisió, que aprofitaven les trobades per mantenir-se en Forma.- El "Ciutat de Mar de´Plata" era organitzat per Luis Vechiarelli -mort fa anys- i Mateu Ramírez.-
A principis dels anys 70, en un partit en què participava Aldosivi, una de les tribunes capçaleres va cedir i un simpatitzant -després identificat com Luis Hermosilla- va patir una accident. El damnificat va decidir fer-li judici al Club Aldosivi però aquesta entitat va al·legar que ells llogaven la pista a Ministeri. Per tant, el nou club va haver de suportar la resolució i va indemnitzar a la família. L'economia de l'entitat va quedar devastada.- El 1977 Club Ministeri es va coronar campió de la segona d'ascens, però per la mala situació financera decidir abandonar la Lliga Marplatense de Futbol.- I la pista de Ministeri un dia va desaparèixer. De la mateixa manera que va desaparèixer el Club. I el Port va quedar sense pista i avui -el lloc- és un aparcament de camions i en alguns moments va albergar els habitual espectacles de circ en l'època estival. El temps també "va matar" la presència dels circs ........ i només van quedar els camions com testimoni d'una història que "el vent es va portar" ...